# Antonella Gambotto Burke
Antonella Gambotto Burke (Sídney, 19 de septiembre de 1965) nombre de nacimiento: Antonella Josephine Clementine Gambotto es una actriz y periodista australiana.
Escribe para la revista Vogue.
Perteneciente a la organización Mensa Australia. Contrajo matrimonio con Alexander Burke; es madre de Bethesda Burke. 

## Libros
- Almuerzo de Sangre
- 2014, El Eclipse
- 2015, Mamá. El amor, la maternidad y la revolución